# Pablo Domínguez Prieto
Pablo Domínguez Prieto (3. července 1966, Madrid – 15. února, 2009, Moncayo, Iberské pohoří) byl španělský římskokatolický kněz, teolog a filozof. Byl děkanem teologické fakulty na Universidad Eclesiástica San Dámaso v Madridu. Jeho velkou zálibou bylo horolezectví. V horách také nakonec zemřel; v únoru 2009 zahynul v Iberském pohoří při sestupu z jeho nejvyššího vrcholu Moncayo.

## Život
Na univerzitě San Dámaso studoval v letech 1984 až 1989, vysvěcen na kněze byl v roce 1991. Ve studiu filosofie pokračoval na univerzitě v Münsteru a také na Universidad Pontificia Comillas a Universidad Complutense v Madridu, kde získal doktorát. Později se stal děkanem teologické fakulty univerzity San Dámaso.
Byl autorem řady článků a knih, členem redakční rady časopisů Communio a Revista española de teología. Byl zván k přednáškám na univerzity ve Španělsku i zahraničí, např. do Alcalá de Henares nebo do semináře Redemptoris Mater v Amsterdamu a Berlíně.
Krátce před smrtí, počátkem roku 2009, se setkal s papežem Benediktem XVI. Zahynul v únoru téhož roku při sestupu z nejvyššího vrcholu Iberského pohoří Moncayo. Bylo mu 42 let.

## Ve filmu
O jeho životě natočil v roce 2010 španělský režisér Juan Manuel Cotelo životopisný dokument Poslední vrchol (La última cima).